# Cherahil
Cherahil (arabe : شراحيل) est une ville du Sahel tunisien, située à une quinzaine de kilomètres au sud de Moknine et à une quarantaine de kilomètres de Monastir.
Rattachée au gouvernorat de Monastir, elle constitue une municipalité comptant 4 406 habitants en 2014.